# 草津線
草津線（日语：／ Kusatsu sen */?），是一條連接三重縣伊賀市柘植站與滋賀縣草津市草津站，屬於西日本旅客鐵道（JR西日本）的鐵路線（幹線）。

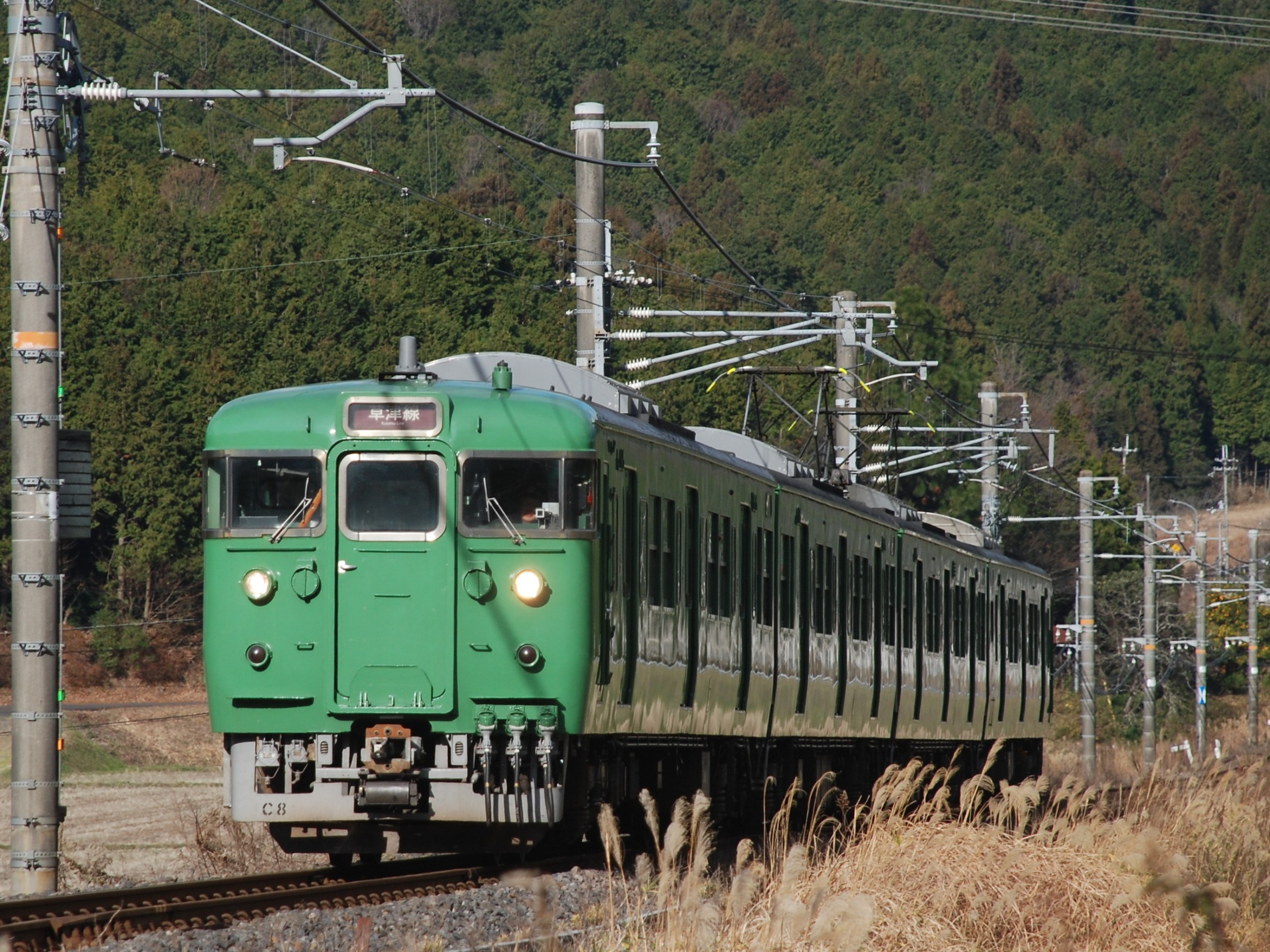
已退出草津線的國鐵113系電聯車 (2020年1月)

## 概要
全線根據旅客營業規則是大都市近郊區間的「大阪近郊區間」及IC乘車卡「ICOCA」的近畿圈地域。路線記號是C。

## 路線資料
- 管轄（事業類別）：西日本旅客鐵道（第一種鐵道事業者）
- 路線距離（營業距離）：36.7公里
- 軌距：1067毫米
- 站數：11個（包括起終點站）
  - 若只限屬於草津線的車站，排除屬於關西本線的柘植站與屬於東海道本線的草津站[2]則為9個。
- 複線路段：沒有（全線單線）
- 閉塞方式：自動閉塞式（特殊）
- 電氣化路段：全線電氣化（直流1500V）
- 最高速度：95公里/小時
- 運轉指令所（日语：運転指令所）：大阪綜合指令所（日语：大阪総合指令所）龜山指令所

全線由京都支社管轄，柘植站附近為同本部的大阪支社龜山鐵道部管轄。

## 車站列表
- 所有列車皆為普通列車（停靠所有車站）
- 軌道（全線單線） … ◇・∧：可進行列車交會、｜：不可進行列車交會

| 中文站名 | 日文站名 | 英文站名 | 站間營業距離 | 累計營業距離 | 接續路線                                | 軌道 | 所在地       | 所在地       |
| -------- | -------- | -------- | ------------ | ------------ | --------------------------------------- | ---- | ------------ | ------------ |
| 柘植     |          |          | -            | 0.0          | 西日本旅客鐵道： 關西本線               | ◇    | 三重縣伊賀市 | 三重縣伊賀市 |
| 油日     |          |          | 5.3          | 5.3          |                                         | ｜   | 滋賀縣       | 甲賀市       |
| 甲賀     |          |          | 2.1          | 7.4          |                                         | ◇    | 滋賀縣       | 甲賀市       |
| 寺       |          |          | 3.1          | 10.5         |                                         | ｜   | 滋賀縣       | 甲賀市       |
| 甲南     |          |          | 2.0          | 12.5         |                                         | ◇    | 滋賀縣       | 甲賀市       |
| 貴生川   |          |          | 2.8          | 15.3         | 信樂高原鐵道：信樂線 近江鐵道：本線     | ◇    | 滋賀縣       | 甲賀市       |
| 三雲     |          |          | 5.2          | 20.5         |                                         | ◇    | 滋賀縣       | 湖南市       |
| 甲西     |          |          | 3.8          | 24.3         |                                         | ｜   | 滋賀縣       | 湖南市       |
| 石部     |          |          | 3.3          | 27.6         |                                         | ◇    | 滋賀縣       | 湖南市       |
| 手原     |          |          | 5.1          | 32.7         |                                         | ◇    | 滋賀縣       | 栗東市       |
| 草津     |          |          | 4.0          | 36.7         | 西日本旅客鐵道： 東海道本線（琵琶湖線） | ∧    | 滋賀縣       | 草津市       |

貴生川站與草津站為JR西日本直營站，柘植站、油日站、甲賀站為簡易委託站，除此以外各站為JR西日本交通服務的業務委託站。

## 腳注
1. ↑  近畿エリア・広島エリアに「路線記号」を導入します （页面存档备份，存于） - 西日本旅客鉄道ニュースリリース 2014年8月6日
2. ↑  『停車場変遷大事典 国鉄・JR編』JTB 1998年 ISBN 978-4-533-02980-6

## 關連項目
- 日本鐵路線列表
- 春日號列車、近鐵特急史